# Mauritius' fodboldlandshold
Mauritius' fodboldlandshold repræsenterer Mauritius i fodboldturneringer og kontrolleres af Mauritius' fodboldforbund.